# Fitness Authority (miesięcznik)
Fitness Authority – miesięcznik wydawany od 2005 roku, którego celem jest propagowanie fitness i zdrowego trybu życia oraz zwiększenie sprawności fizycznej. Autorami artykułów są osoby doradzające w zakresie treningu, odżywiania, suplementacji i farmakologii. Standardowa liczba stron: 80.

## Grupa docelowa
Grupę docelową czasopisma stanowią mężczyźni w wieku 16-50 lat oraz kobiety w wieku 20-45 lat. Tematyka skierowana do ludzi aktywnych
w dziedzinie fitness, prowadzących zdrowy tryb życia, interesujących się aktywnym spędzaniem wolnego czasu i właściwym odżywianiem.

### Działy
- temat miesiąca
- odżywianie
- gadżety
- trening
- zdrowie
- research
- uroda
- styl życia
- seks
- relacje
- gotujemy
- diety
- suplementacja

## Redakcja
- dr Radosław Kożuszek
- Marzena Świeczkowska
- Celina Fit
- Michał Sokołowski

### Stali współpracownicy
- Paweł Zielke
- Karolina Pieczara
- Aleksandra Szumny
- Izabela Korsaj
- Grzegorz Pieczara